# 1446년

## 연호
- 명(明) 정통(正統) 11년
- 일본(日本) 분안(文安) 3년
- 후 레 왕조(後黎朝) 다이호아(大和) 4년

## 기년
- 명(明) 영종 정통제(英宗 正統帝) 11년
- 조선(朝鮮) 세종(世宗) 28년
- 후 레 왕조(後黎朝) 인종(仁宗) 4년

## 사건
훈민정음 반포일 [1446년]

## 문화
- 음력 9월 초순(상순) - 훈민정음이 반포되었다.[1][2]

## 사망
- 조선 4대 국왕 세종의 정비 소헌왕후심씨 文僖公 申槩(신개)世宗 左議政,丙寅(1446年/73世)正月初五日卒